# Diaz (Arkansas)
Diaz è una città degli Stati Uniti d'America situata nello Stato dell'Arkansas, nella Contea di Jackson.
Il nome molto probabilmente venne attribuito alla cittadina in onore di Armando Diaz, che il 1 Novembre 1921 si recò a Kansas City per commemorare la vittoria nella prima guerra mondiale.